# Bifrost Ledge
Die Bifrost Ledge (englisch für Bifröstsims) ist ein abgeflachter und 1750 m hoher Bergrücken im ostantarktischen Viktorialand. In der Asgard Range erstreckt sie sich an der Nordseite des Mount Holm-Hansen.
Das New Zealand Geographic Board benannte sie 1998 in Anlehnung an die Benennung weiterer Objekte in der Umgebung der Asgard Range, die allesamt Namen aus der nordischen Mythologie tragen. Namensgebend hier ist Bifröst, die dreistrahlige Regenbogenbrücke zur Verbindung der Erdenwelt mit dem Himmelreich.